# Criterium van Roeselare

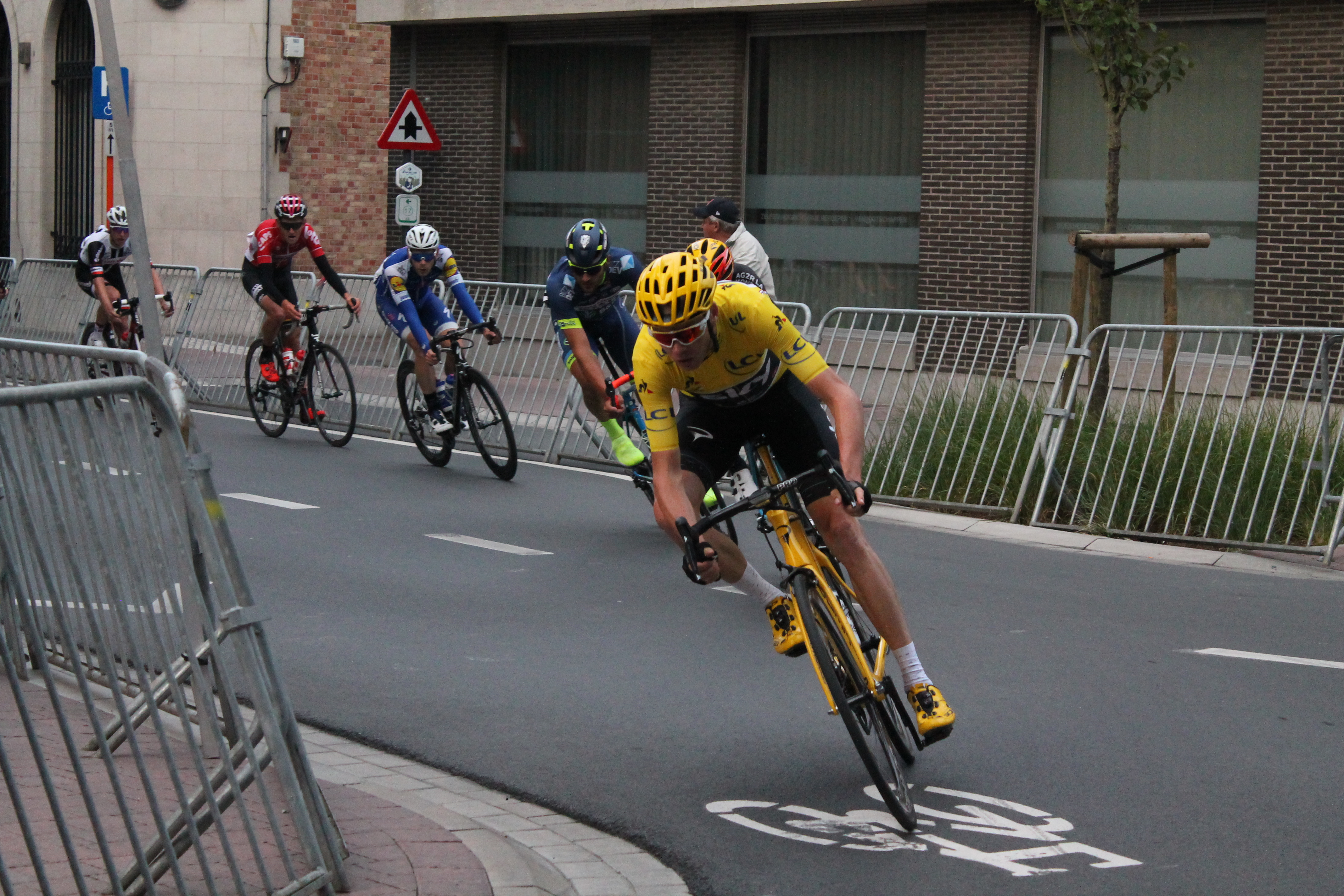
Christopher Froome op het Natourcriterium in 2017

Het Criterium van Roeselare is een jaarlijks wielercriterium in de Belgische stad Roeselare sinds 2010.

## Natourcriterium
Het criterium hoort thuis in de reeks natourcriteriums die traditioneel in de eerste week na de Ronde van Frankrijk gehouden worden in België en Nederland. Deze criteriums tellen voor geen enkel klassement mee en er zijn voor de wedstrijdrenners geen UCI-punten te verdienen. De organisatoren nodigen deelnemers aan de voorbije Ronde van Frankrijk uit om in hun stad aan het criterium deel te nemen zodat de toeschouwers de 'Tourhelden' kunnen aanschouwen. Het wedstrijdgehalte ligt daardoor niet zo hoog. De succesvolle Tourrenners vragen doorgaans een hoge startprijs. Het deelnemersveld wordt verder aangevuld met bekende en lokale renners, zowel profs als elite zonder contract en ook beloften en veldrijders worden vaak uitgenodigd.
Het Criterium van Roeselare is de opvolger van het Natourcriterium in Diksmuide dat tot 2009 in die West-Vlaamse stad doorging. De organisatie ligt in handen van de vzw Roeselare Koerst. Het duurde tot 2015 vooraleer een geletruidrager binnengehaald werd. Daarvoor werden wel al winnaars van de groene trui en bolletjestrui ontvangen, alsook de winnaar van de roze trui in de voorbij Giro.
De eerste editie vond plaats rond de O.-L.-Vrouwemarkt, maar daarna werd uitgeweken naar de omgeving van de Grote Markt en het naburige De Coninckplein.

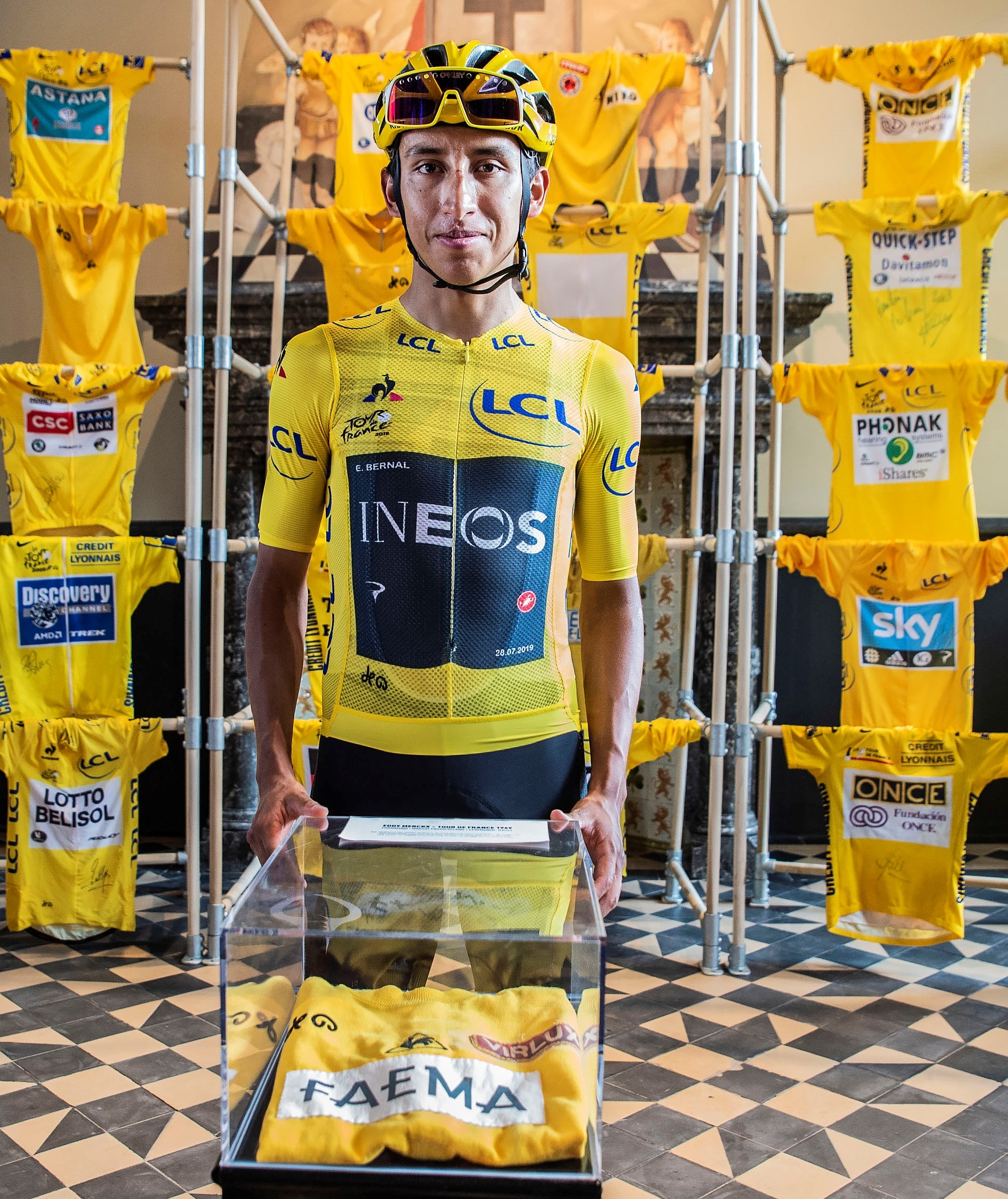
Egan Bernal poseert in KOERS bij de gele trui van Merckx voor aanvang van het criterium

## Erelijst
| Jaar | 1e                                       | 2e                                       | 3e                                       |                                          |
| ---- | ---------------------------------------- | ---------------------------------------- | ---------------------------------------- | ---------------------------------------- |
| 2010 | Thor Hushovd                             | Jurgen Van den Broeck                    | Fabian Cancellara                        |                                          |
| 2011 | Samuel Sanchez                           | Philippe Gilbert                         | Thor Hushovd                             |                                          |
| 2012 | Ryder Hesjedal                           | Thomas De Gendt                          | Guillaume Van Keirsbulck                 |                                          |
| 2013 | Marcel Kittel                            | Matteo Trentin                           | André Greipel                            |                                          |
| 2014 | Rafał Majka                              | Rui Costa                                | Marcel Kittel                            |                                          |
| 2015 | Nairo Quintana                           | Christopher Froome                       | Serge Pauwels                            |                                          |
| 2016 | Greg Van Avermaet                        | Michael Matthews                         | Rafał Majka                              |                                          |
| 2017 | Christopher Froome                       | Oliver Naesen                            | Jelle Wallays                            |                                          |
| 2018 | Peter Sagan                              | Niki Terpstra                            | Yves Lampaert                            |                                          |
| 2019 | Egan Bernal                              | Thomas De Gendt                          | Dylan Teuns                              |                                          |
| 2020 | Geen editie omwille van het Coronavirus. | Geen editie omwille van het Coronavirus. | Geen editie omwille van het Coronavirus. | Geen editie omwille van het Coronavirus. |
| 2021 | Mark Cavendish                           | Tim Merlier                              | Jasper Philipsen                         |                                          |
| 2022 | Yves Lampaert                            | Wout van Aert                            | Tom Pidcock                              |                                          |
| 2023 | Jasper Philipsen                         | Jordi Meeus                              | Michał Kwiatkowski                       |                                          |
| 2024 | Mathieu van der Poel                     | Biniam Girmay                            | Gianni Vermeersch                        |                                          |

2010 · 2011 · 2012 · 2013 · 2014 · 2015 · 2016 · 2017 · 2018 · 2019 · 2020 · 2021 · 2022